# Ben Patrick Johnson
Ben Patrick Johnson (30 de junho de 1969, Tucson, Arizona) é um voice-over (Locutor), autor, ator e blogueiro americano. É diretor e ativista da Fundação de Direitos Humanos.

## Locução
De início de sua carreira de ator participou de oficinas de locução com Joan Gerber.
Johnson apareceu na CBS (promovendo Survivor, CSI: NY, Numbers e outros shows), Fox (para House M.D., Bones, Family Guy, The Cleveland Show e Raising Hope), os canais a cabo Nickelodeon, Cartoon Network, Starz, NFL Network, Big Ten Network, The 101 Network, N3D, dentre outros. Sua voz foi usada para promover filmes como Ice Age, Marmaduke, The Whole Ten Yards, Gulliver's Travels, "Sleepover", Alvin and the Chipmunks, Planet 51, Night at the Museum, Hot Tub Time Machine, Sonic the Hedgehog, Ferdinand , Sherlock Gnomes, O Pianista, Minority Report, Signs e Apocalypse Now, filmes de Adam Sandler como Eight Crazy Nights e 50 First Dates e em comerciais para Burger King, Kellogg's e Old Navy.
Em 1998, após uma breve passagem pelo E!, Johnson mudou-se para a revista de entretenimento rival do Extra, Entertainment Tonight, onde foi a voz característica do programa pelas quatro temporadas seguintes. De 1998 a 2005, ele foi o locutor do programa sindicado do tribunal, Juiz Joe Brown.

## Escrita
O mais novo romance de Johnson, "If the Rains Don't Cleanse", foi publicado em agosto de 2009 pela Havenhurst Books. É um romance histórico que detalha as experiências dos pais de Johnson enquanto professores missionários cristãos no Congo Belga na década de 1950 e aborda temas como cristianismo, espiritualidade e colonialismo europeu.
Os romances anteriores incluem In and Out In Hollywood, um roman à clef sobre uma âncora de um noticiário de celebridades cuja sorte muda depois que ele sai, Third and Heaven e One Size Fits All, que detalha os excessos de um jovem estilista vestindo três Melhor Atriz indicados ao Oscar.

## Mídias sociais e ativismo
Em 2006, Johnson lançou um webcast chamado Life on the Left Coast. O videoblog apresentava notícias, amigos famosos e segmentos de humor. Os comentários políticos de Johnson, outro elemento básico do webcast, perturbaram uma variedade de organizações de direitos cristãos, incluindo o The Capital Resource Institute depois que Johnson condenou o CRI por sua posição em um projeto de lei pendente no Legislativo da Califórnia. O CRI emitiu uma declaração denunciando Johnson, Equality California e o webcast. Depois de mais de um milhão de visualizações no YouTube, Johnson colocou o programa em um hiato para se concentrar na escrita e no ativismo via Facebook e Twitter. Johnson faz parte do conselho do Gay Men's Chorus de Los Angeles.
Em setembro de 2010, Johnson escreveu e produziu dois comerciais de TV políticos para a Equality California, Whitman Shame e Cooley Shame. Os anúncios, dirigidos à candidata republicana ao governo da CA, Meg Whitman, e ao candidato republicano ao procurador-geral Steve Cooley, abordam as promessas dos candidatos de defender a Proposição 8 da CA em uma possível contestação judicial. Escrevendo sobre a EQCA e os anúncios de Johnson, o blogueiro ativista gay Rex Wockner sugeriu que esta foi a primeira vez que uma grande organização LGBT partiu para a ofensiva política jogando duro em anúncios de TV sobre o casamento entre pessoas do mesmo sexo.

## Filantropia
A Fundação Ben Patrick Johnson, lançada em 2006, beneficia questões LGBT, direitos humanos, educação e diálogo inter-religioso. Pouco depois de sua criação, a Fundação BPJ fez parceria com a organização Live and Give para financiar moradia para uma escola primária na província de Chiang Mai, na Tailândia. A Fundação também repassa fundos para Habitat for Humanity, a organização de microcrédito Kiva, Gay and Lesbian Elder Housing, e The National Gay and Lesbian Task Force para sua iniciativa inter-religiosa, The Institute for Welcoming Resources.

## Vítima de Homofobia
A primeira exposição nacional de Johnson veio em 1994, quando ele foi escolhido como co-apresentador do Extra, um programa de revista de entretenimento. O Extra rebaixou Johnson a Correspondente Sênior logo depois que ele se assumiu gay na imprensa LGBT e no KABC Talkradio, onde havia sido Diretor de Produção antes do Extra. A Warner Bros. Television, produtora de Extra, se recusou a comentar sobre o rebaixamento.